# Antwerpse premetro
De Antwerpse premetro is een netwerk van tramtunnels, gebruikt door de lijnen 2, 3, 5, 6, 8, 9, 10 en 15 van de Antwerpse tram (acht van de veertien lijnen), voor een deel van hun routes.
De benaming premetro komt vanuit de oorspronkelijke bedoeling om de tramtunnels later om te bouwen voor een metronet. Tot op heden heeft deze ombouw in geen enkele tunnel plaatsgevonden en staat dit ook niet meer gepland. Desondanks heeft men technisch altijd de mogelijkheid opengehouden om het netwerk later verder uit te breiden en uit te baten met langere en bredere voertuigen. Zo is het hele netwerk geschikt om het meterspoor om te sporen tot normaalspoor.
Het tunnelnetwerk is in totaal 13,2 km lang en telt 19 stations. Hiervan zijn er 11,5 km en 12 stations in exploitatie, 0,3 km zijn dienstsporen en de resterende 1,4 km (een tunnel onder de Kerkstraat en Pothoekstraat) is enkel in ruwbouw aanwezig en is niet in gebruik. Ook de Reuzenpijp onder Turnhoutsebaan heeft naast de twee in 2015 afgewerkte stations Astrid en Zegel nog vijf stations die in ruwbouw afgewerkt zijn, maar nog niet in gebruik genomen zijn.
Naast de Antwerpse premetro heeft België nog twee premetronetwerken, namelijk de Brusselse premetro en de Métro Léger de Charleroi.

## Geschiedenis

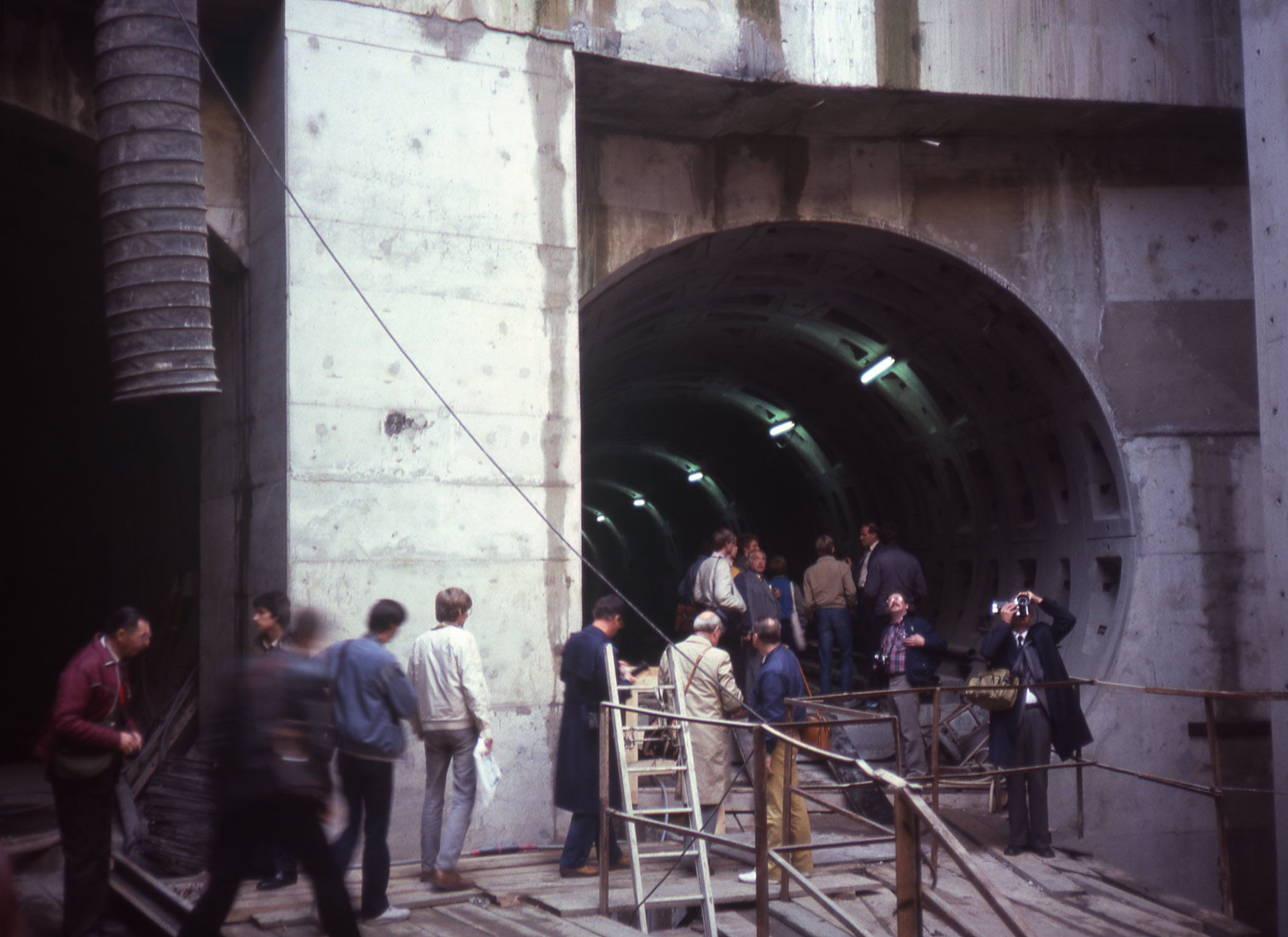
Bouwput van waaruit de tunnels werden geboord.

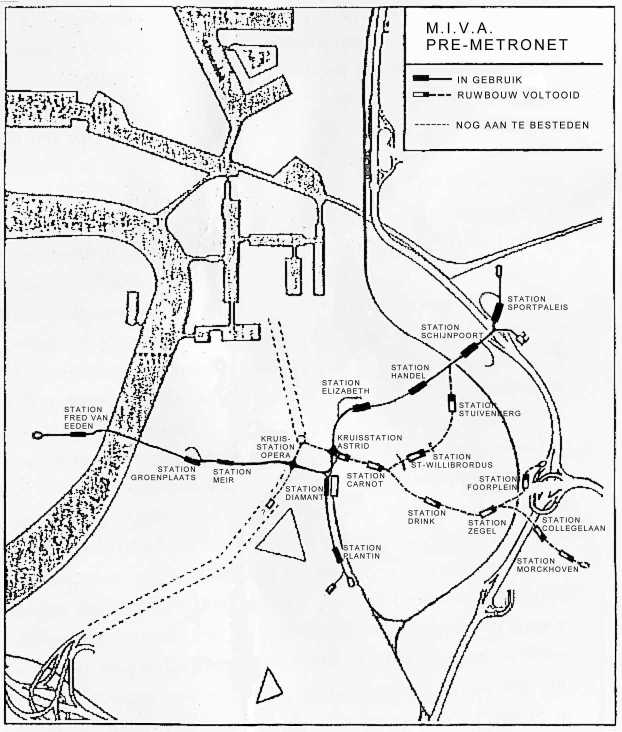
Oude publicatie van het pre-metronet, inclusief het "slapende" gedeelte.

### Aanleg tunnelnetwerk (1970-1990)
Op 5 januari 1970 startte de bouw van de premetro. Op 25 maart 1975 werd het eerste tunnelgedeelte geopend met de stations Opera, Meir en Groenplaats. De trams van de lijnen 2 (uit Hoboken) en 15 (uit Mortsel) reden op de De Keyserlei de tunnel in en keerden op de ondergrondse keerlus onder de Groenplaats. Deze tunnel werd geheel gebouwd met cut-and-cover, wat voor veel bovengrondse hinder zorgde. Hierbij werden ook verschillende delen van de Antwerpse ruien afgebroken en door een betonnen buis vervangen.
In 1973 werd gestart met een uitbreiding vanaf station Opera richting de Belgiëlei. Op 10 maart 1980 werd de lijn geopend met de stations Diamant (bij het Centraal Station) en Plantin. Bij station Diamant was weinig ruimte en werd een ongelijkgrondse splitsing voorzien, waardoor de tunnelkokers daar boven elkaar in plaats van naast elkaar liggen. Ook in station Plantin liggen de perrons op verschillende niveaus, in verband met een splitsing van de tunnel ten zuiden van het station. Ook deze tunnel werd met cut-and-cover gebouwd.
Tussen 1977 en 1986 werden nog drie andere premetrotunnels gegraven vanaf het Centraal Station naar het noorden en het oosten: onder de Turnhoutsebaan richting Deurne, onder de Kerkstraat-Pothoekstraat richting Sportpaleis en onder de Sint-Elisabethstraat-Handelsstraat-Onderwijsstraat richting Sportpaleis. Deze uitbreidingen werden hoofdzakelijk als boortunnels uitgevoerd om de bovengrondse hinder te beperken. Nadat in 1988 de gewesten verantwoordelijk werden voor de openbare werken, werd in 1989 de bouw van deze tunnels stilgelegd. De ruwbouw was afgewerkt, maar bovenleiding, sporen, signalisatie en de inkleding van de stations moesten nog gebeuren.
In 1983 werd begonnen met de bouw van de Brabotunnel, een premetrotunnel bestaande uit twee geboorde kokers onder de Schelde, tussen de Groenplaats en Linkeroever. Op 21 september 1990 werd de tunnel geopend door Vlaams minister van verkeer Johan Sauwens. Deze ruim één kilometer lange uitbreiding heeft één diep gelegen station (Van Eeden). Bij de Halewijnlaan komen de trams 2 en 15 aan de oppervlakte, om daarna langs de Blancefloerlaan naar de rand van de stad te rijden.

### Niet gerealiseerde uitbreidingsplannen
Buiten de gerealiseerde tunnels werd een verlenging van de as onder de Turnhoutsebaan voorzien vanaf het station Opera met nieuwe stations Park en Bank ter hoogte van respectievelijk de Maria-Theresialei en de Nationale Bank op de Frankrijklei. Ook bestonden er plannen voor een volledig nieuwe as die in noord-zuidrichting van het Klapdorp langs de Melkmarkt en het station Groenplaats onder de Nationalestraat in de richting van het Museum voor Schone Kunsten zou lopen. De premetro zou dan de haltes Klapdorp, Melkmarkt, Groenplaats (als kruisstation), Sint-Andries en Tropisch Instituut aandoen. Deze plannen zijn nooit verder gekomen dan de ontwerpfase. In het kader van het Routeplan 2030 wordt een zeer gelijkaardige premetroverbinding terug bestudeerd. Deze zou dan aansluiten op de tunnel onder de Turnhoutsebaan en vanaf de Rooseveltplaats onder het noorden van het oude centrum, de Groenplaats en de Nationalestraat richting het Zuid lopen.

### Afwerking ongebruikte tunnels en netwerkwijzigingen (1990-2020)

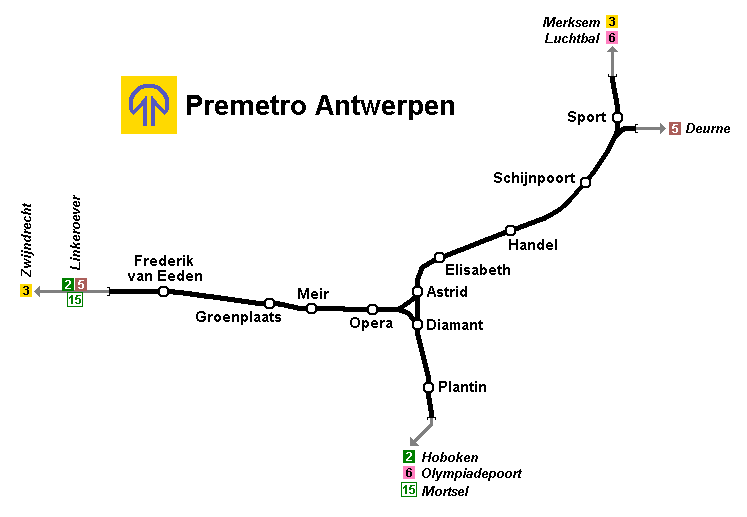
Premetronetwerk van Antwerpen van 2007 tot 2012.

Op 1 april 1996 kwam de noordelijke premetrotunnel van station Opera naar het Sportpaleis gereed. Daarvoor werd de reeds in ruwbouw aanwezige boortunnel onder de Sint-Elisabethstraat-Handelsstraat-Onderwijsstraat-Schijnpoortweg afgewerkt. De tunnel werd in gebruik genomen door lijn 3 uit Merksem richting Linkeroever die tot dan toe bovengronds via de Pothoek- en Kerkstraat naar de Melkmarkt reed. De stations aan deze lijn (vanaf Opera) zijn: Astrid (onder het Koningin Astridplein bij het Centraal Station), Elisabeth, Handel, Schijnpoort en Sport. Met uitzondering van Elisabeth hebben al deze stations perrons op verschillende niveaus, zoals eerder toegepast in Diamant en Plantin, zij het niet overal vlak boven elkaar. De tram komt weer aan de oppervlakte aan de open helling op de Theunisbrug over het Albertkanaal.
Sinds 4 maart 2006 rijdt ook tramlijn 5 van Deurne-Noord naar Linkeroever via dit premetrotraject, zonder echter station Sport aan te doen. Om deze lijn mogelijk te maken werd een kort stuk ongebruikte premetrotunnel afgewerkt, tussen station Schijnpoort en de helling aan de Ten Eekhovelei. Sinds de komst van deze lijn rijden er op het traject Linkeroever – Centraal Station 4 tramlijnen en is lijn 3 op de noordelijke premetrotak wat ontlast. Anderhalf jaar later werd op 27 oktober 2007 een nieuwe tramlijn 6 ingevoerd met een traject door de premetrotunnels, tussen Plantin en Sport. Het gebruikt een kort stuk premetro tussen stations Diamant en Astrid dat eerder enkel als dienstspoor werd gebruikt.
Op 1 september 2012 werd een nieuwe tramlijn 9 van Eksterlaar naar Linkeroever ingevoerd. Daarbij maakt deze lijn gebruik van de open helling naar de Mercatorstraat, die tot dan enkel voor dienstritten of omleidingen gebruikt werd. Samen met de invoering van deze nieuwe lijn reed lijn 2 vanaf dan niet meer naar Linkeroever, maar parallel met lijn 6 richting het Sportpaleis. Zo rijden er dan in iedere premetrotak vier tramlijnen.
Op 18 april 2015 is het oostelijk traject van de reeds in ruwbouw aanwezige premetrotunnel onder de Turnhoutsebaan onder de benaming Reuzenpijp gedeeltelijk in gebruik genomen. In de eerste fase startte tramlijn 8 in het station Astrid en dan verder via station Zegel naar de Herentalsebaan te Deurne. Bovengronds gaat het dan richting oosten tot de P&R aan het rondpunt in Wommelgem. Exact twee jaar later begon ook tramlijn 10 dezelfde route in de Reuzenpijp te gebruiken als gevolg van een omleiding: vanaf 18 april 2017 reed deze lijn op het traject Astrid – Wijnegem.
Op 3 juni 2017 werden de lijnen 8 en 10 zuidwaarts verlengd via de tot dan toe ongebruikte onderste verdieping van het station Opera en een nieuwe open helling op de Leien richting het Zuidstation (lijn 8) en het Schoonselhof (lijn 10). Sinds 16 september 2017 rijdt tram 10 via de helling aan het Foorplein de Reuzenpijp in en is ook deze aftakking in gebruik genomen. Vlak voor station Zegel sluit deze aftakking aan op de bestaande tunnel. Op 8 december 2019 werd het station Opera na lange verbouwingswerken heropend als kruisstation voor lijn 10; op dezelfde dag werd lijn 8 weer ingekort tot P&R Wommelgem - Astrid.

### Afwerking ongebruikte tunnel Kerkstraat-Pothoekstraat en ingebruikname Drink en Morckhoven
In 2014 kondigde de nieuwe Vlaamse regering aan de ingebruikname van de tunnel onder de Kerkstraat en de Pothoekstraat, langs stations Stuivenberg en Sint-Willibrordus te gaan onderzoeken.
Het in december 2018 afgesloten stedelijk bestuursakkoord van de nieuwe coalitie voor de periode 2019-2024 vroeg expliciet om deze tunnel samen met beide stations in gebruik te nemen. Dit akkoord vermeldt ook de ingebruikname van stations Drink en Collegelaan.
In juli 2022 gaf de Vlaamse regering toelating voor de aanbesteding voor afwerking tegen 2026 (ondertussen 2027) van de ongebruikte premetrotunnel onder de Kerkstraat-Pothoekstraat, inclusief de twee ongebruikte stations Sint-Willibrordus en Stuivenberg. Gelijktijdig worden tegen 2026 ook twee ongebruikte stations in de reeds operationele Reuzenpijp afgewerkt: Drink en Morckhoven. Station Collegelaan hoort hier dus niet bij. Dit project is als onderdeel van het Routeplan 2030 reeds begroot. In juni 2024 werd meegedeeld dat station Sint-Willibrordus als station Willibrordus (dus zonder Sint-) geopend zal worden.

## Huidig netwerk

Huidig premetronetwerk.
In exploitatie
Gebouwd, maar niet in exploitatie

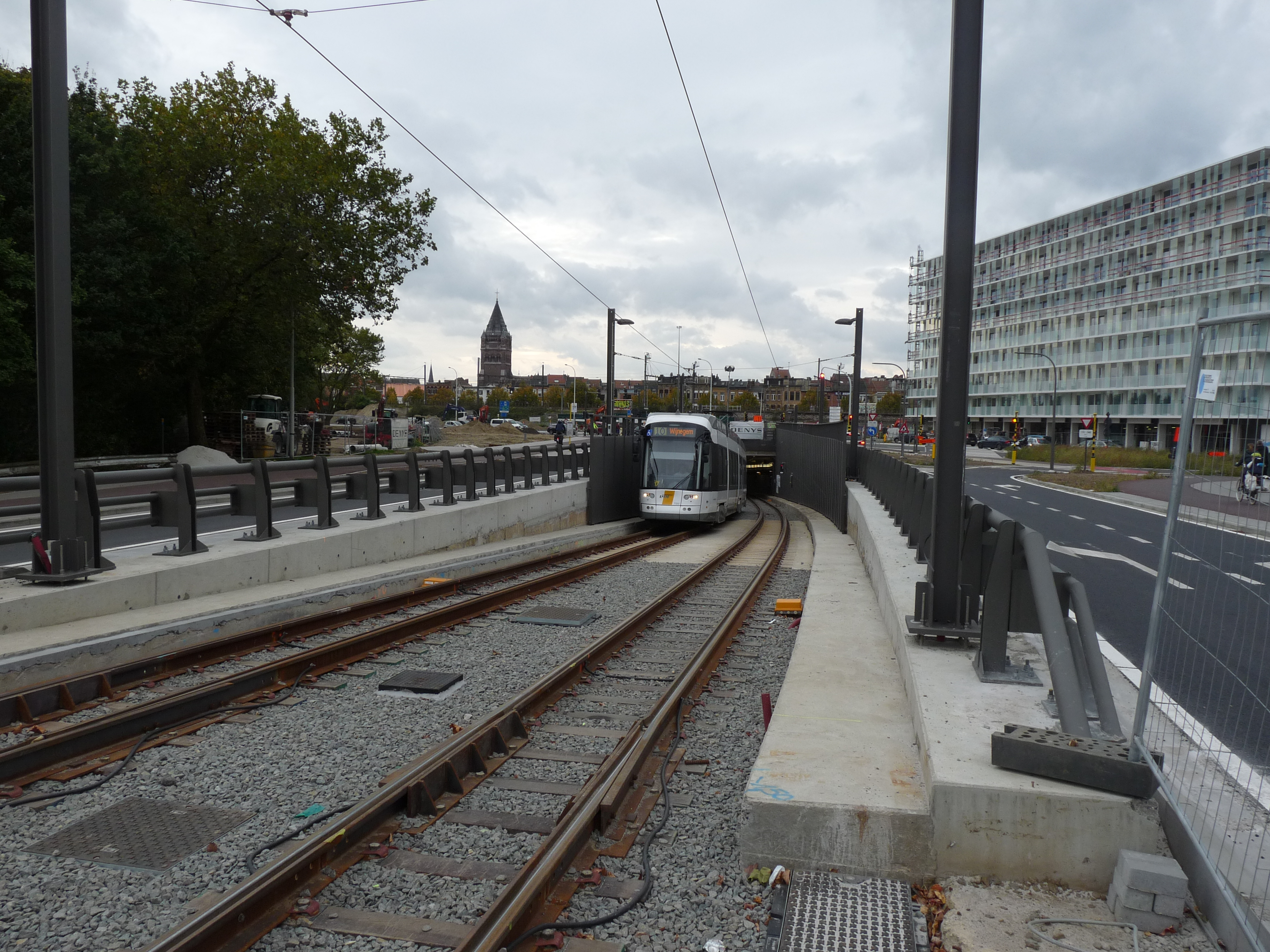
Ingang tramlijn 10 naar de Reuzenpijp

### Tunnelnetwerk
Het tunnelnetwerk is in totaal 13,2 kilometer lang, waarbij in totaal 11,5 kilometer in reguliere exploitatie is. Het netwerk wordt daarbij gebruikt door de lijnen 2, 3, 5, 6, 8, 9, 10 en 15 van de Antwerpse tram. Daarnaast is er ook 0,3 kilometer dienstspoor aanwezig. De resterende 1,4 kilometer is enkel in ruwbouw aanwezig en is niet in gebruik.
Het premetronetwerk bestaat uit verschillende tramtunnels die op elkaar aansluiten, en wordt doorgaans opgedeeld in twee van elkaar te onderscheiden delen, telkens bestaande uit een aantal takken:
- Een eerste as met 3 takken:
  - Westelijke tak onder het oude centrum via de Brabotunnel naar de Linkeroever (lijnen ,,,)
  - Noordelijke tak richting omgeving Sportpaleis (lijnen ,,,)
  - Zuidelijke tak naast de spoorweg naar Belgiëlei of station Antwerpen-Berchem (lijnen ,,,)
- Een tweede as met 2 takken:
  - Oostelijke tak onder de Turnhoutsebaan richting Deurne. Deze tunnel staat bekend als de Reuzenpijp (lijnen ,)
  - Noordelijke tak onder de Kerkstraat-Pothoekstraat richting Sportpaleis. Deze is nog niet in gebruik genomen.

De spil van het netwerk ligt in de omgeving van het Centraal Station, van waaruit alle takken uitwaaieren naar de andere delen van de stad. Overstappen tussen de twee assen kan daarbij in de twee kruisstations Astrid en Opera. Aan de andere uiteindes van de takken liggen telkens één of twee open hellingen, waarlangs de trams bovenkomen om hun route te vervolgen op het bovengrondse tramnet.
Er zijn ook twee ondergrondse keerlussen aanwezig. Één daarvan bevindt zich rond het station Sport aan het Sportpaleis en wordt gebruikt als dienstspoor. De andere keerlus ligt onder de Rooseveltplaats en wordt gebruikt door lijn 8 om te keren na station Astrid. Tot slot ligt er ook nog een doodlopend spoor rond het station Groenplaats, als restant van een vroegere keerlus (1975-1990) die opgeheven is na de doortrekking van de premetro onder de Schelde.

### Ongebruikte premetro
Buiten de tien kilometer reeds functionerende tunnels bestaat er nog een kort stuk (1,4 kilometer) dat niet in gebruik is. Het gaat hier om de tussen 1977 en 1982 gegraven tunnels van de 2de as onder de Kerkstraat en Pothoekstraat die aansluiten op de Reuzenpijp. De spoortunnels van deze zijtak zijn vrijwel volledig afgewerkt (met uitzondering van de bovenleiding, sporen en signalisatie). Hier bevinden zich ook twee stations in ruwbouw: Stuivenberg en Willibrordus. Ook in de Reuzenpijp bevindt zich een aantal slapende stations, namelijk Morckhoven, Collegelaan, Foorplein, Drink en Carnot. Zonder te stoppen wordt langs deze stations in ruwbouwstaat gereden. De perrons van de stations Morckhoven en Foorplein zijn tegen ongewenst bezoek afgedekt met metalen platen.

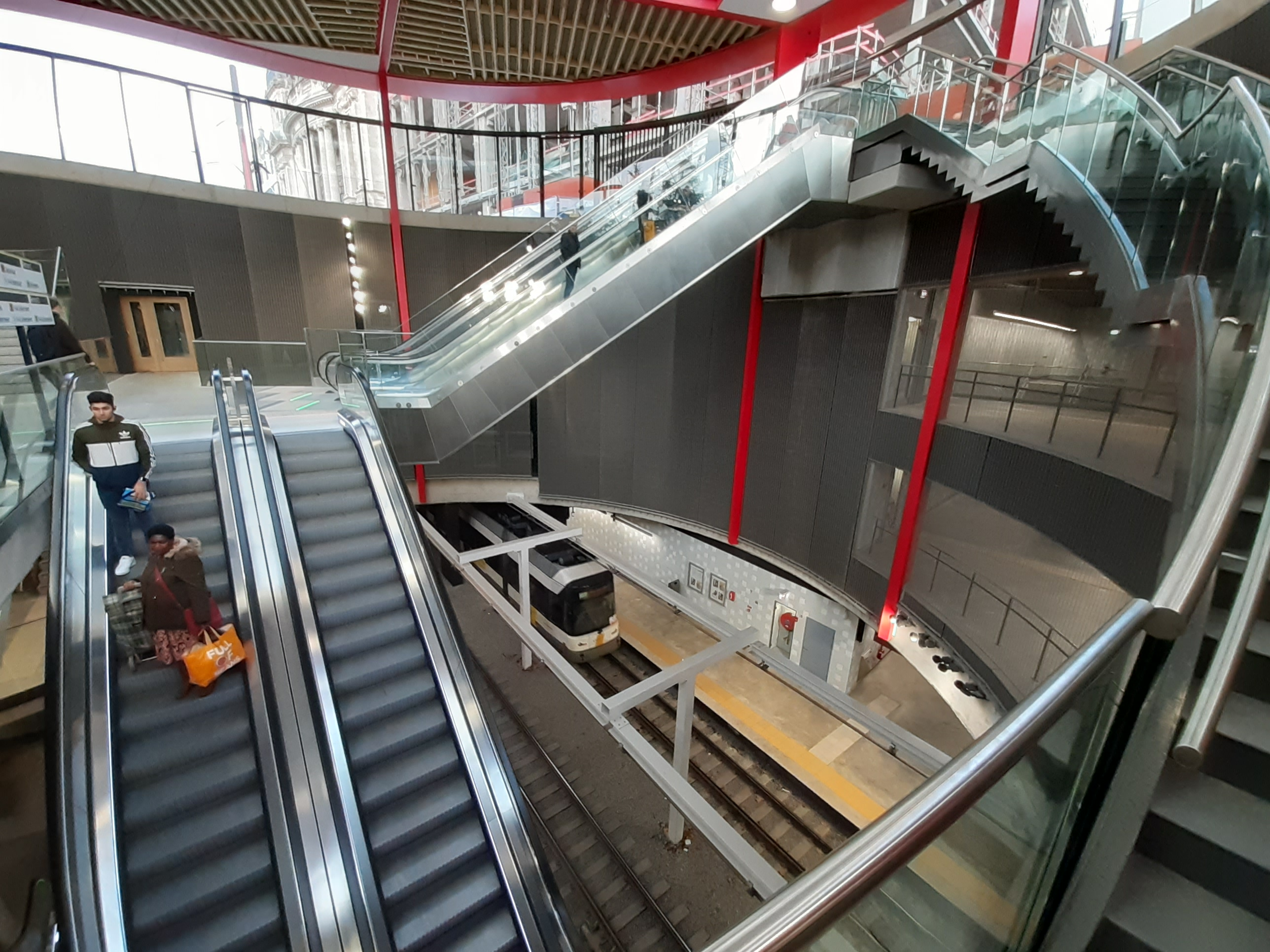
Premetrostation Opera

### Premetrostations
De Antwerpse premetro beschikt ook over 19 ondergrondse stations, waarvan er 12 in gebruik zijn. Er zijn ook 7 spookstations, waarvan er 4 op relatief korte termijn in gebruik genomen zullen worden.
De eerst gebouwde stations van het netwerk waren voorzien van 90 meter lange perrons, met de bedoeling deze later om te kunnen bouwen naar een echte metro (Meir, Opera, Diamant en Astrid). Omdat men al tijdens de bouw van het netwerk besloten heeft om uiteindelijk geen ombouw tot metro meer te voorzien zijn sommige stations al tijdens de bouw ingekort tot perrons van 60 meter (Plantin en alle stations in de Reuzenpijp voorbij Astrid). De andere stations werden van in het begin in deze kortere uitvoering gepland.
| Station      | Tunnel                                          | Lijnen | Opening                                            |
| ------------ | ----------------------------------------------- | ------ | -------------------------------------------------- |
| Van Eeden    | 1ste as, westelijke tak                         |        | 1990                                               |
| Groenplaats  | 1ste as, westelijke tak                         |        | 1975 (als eindstation) 1990 (als doorgangsstation) |
| Meir         | 1ste as, westelijke tak                         |        | 1975                                               |
| Opera        | 1ste as, westelijke tak 2de as, oostelijke tak  |        | 1975 (gedeeltelijk) 2019 (als kruisstation)        |
| Diamant      | 1ste as, zuidelijke tak                         |        | 1980                                               |
| Plantin      | 1ste as, zuidelijke tak                         |        | 1980                                               |
| Astrid       | 1ste as, noordelijke tak 2de as, oostelijke tak |        | 1996 (gedeeltelijk) 2015 (als kruisstation)        |
| Elisabeth    | 1ste as, noordelijke tak                        |        | 1996                                               |
| Handel       | 1ste as, noordelijke tak                        |        | 1996                                               |
| Schijnpoort  | 1ste as, noordelijke tak                        |        | 1996                                               |
| Sport        | 1ste as, noordelijke tak                        |        | 1996                                               |
| Zegel        | 2de as, oostelijke tak                          |        | 2015                                               |
| Drink        | 2de as, oostelijke tak                          | /      | Spookstation, opening gepland in juni 2026         |
| Morckhoven   | 2de as, oostelijke tak                          | /      | Spookstation, opening gepland begin 2027           |
| Stuivenberg  | 2de as, noordelijke tak                         | /      | Spookstation, opening gepland begin 2027           |
| Willibrordus | 2de as, noordelijke tak                         | /      | Spookstation, opening gepland begin 2027           |
| Carnot       | 2de as, oostelijke tak                          | /      | Spookstation, geen onmiddellijke opening gepland   |
| Collegelaan  | 2de as, oostelijke tak                          | /      | Spookstation, geen onmiddellijke opening gepland   |
| Foorplein    | 2de as, oostelijke tak                          | /      | Spookstation, geen onmiddellijke opening gepland   |

## Toekomstplannen
Er zijn concrete plannen voor de afwerking van de resterende ongebruikte premetrotunnels en een groot deel van de spookstations. De stations Drink en Morckhoven in de Reuzenpijp hadden in 2026 afgewerkt moeten zijn. De tunnel van de 2de as onder de Kerkstraat en Pothoekstraat met de stations Willibrordus en Stuivenberg zou in principe in 2027 in gebruik genomen worden. Dit heeft verder vertraging opgelopen: na bezwaarschriften van bewoners en het advies van de stad in 2024 herbekijkt De Lijn de plannen over (de locatie van) de voorziene liftkoker, trapingang, tribune en grote luifel op het Willibrordusplein.
In de jaren 2026 en 2027 zijn er grote onderhoudswerken gepland aan de oudste premetrodelen waarbij onder meer het ballastbed vervangen wordt door ballastloos spoor. In 2026 zal in fases gewerkt worden aan de premetrotunnel tussen Van Eeden en de ondergrondse spoordriehoek aan het Centraal Station. In 2027 wordt vervolgens gewerkt aan de premetrotunnel tussen Diamant en Plantin. Verschillende lijnonderbrekingen zullen hiervoor noodzakelijk zijn.
In het kader van basisbereikbaarheid is een grote nethervorming gepland waarbij de trajecten van verschillende lijnen zouden wijzigen met onder meer iets minder lijnen maar hogere frequenties per lijn. De premetrolijnen zouden daarbij ook hernummerd worden zodat ze beginnen met een 'M' (M2, M3, M4, M7, M8 en M9). Deze veranderingen waren oorspronkelijk gepland voor begin 2022, maar dit is uitgesteld tot minstens 2027. Zo wil men wachten tot er voldoende nieuwe trams geleverd zijn en de premetrotunnel onder de Kerkstraat en Pothoekstraat afgewerkt is. Ook de renovatie van de premetro wordt ondertussen afgewacht. Tot slot wil men ook de kwaliteit van de overstaphaltes elders op het netwerk eerst verder bekijken.
Er lopen in het kader van het Routeplan 2030 ook haalbaarheidsstudies voor de bouw van bijkomende tunnels. Er worden 4 à 5 nieuwe premetrotrajecten onderzocht:
- Een nieuwe premetroverbinding onder het stadscentrum die aansluitend op de Reuzenpijp onder het noorden van het oude centrum via de Groenplaats en onder de Nationalestraat richting het Zuid loopt. Deze takt af ter hoogte van de bestaande ondergrondse keerlus onder de Rooseveltplaats en komt weer boven in een open helling tussen de Bolivarplaats en station Zuid. De tussenliggende stations zijn Ossenmarkt, Stadswaag, Groenplaats (ombouw tot kruisstation), Sint-Andries, Museum en Bolivar. De mogelijke stations Grote Markt en Mutsaard vielen af in de reeds voltooide haalbaarheidsstudie.[5][12]
- Een premetrotunnel onder het smalle gedeelte van de Turnhoutsebaan in Deurne Noord. Oorspronkelijk werd daarbij gedacht aan een korte cut-and-covertunnel met een open helling na de brug over de ring en vervolgens twee stations Cogels en Gallifort, waarna de tunnel zou kunnen bovenkomen ter hoogte van de Leeuwlantstraat. Ondertussen is duidelijk dat dit moeilijk in te passen zou zijn, waardoor er geopteerd wordt om een boortunnel te lanceren vanuit het bestaande maar nog af te werken station Foorplein. Vervolgens zou er een enkel station Gallifort komen, waarna de tunnel ter hoogte van de Ter Rivierenlaan kan bovenkomen. De haalbaarheidsstudie is reeds voltooid.
- In het kader van een tramverbinding naar een nieuwe P+R Bisschoppenhoflaan werd initieel een premetroverlenging vanaf de open helling aan de Ten Eeckhovelei richting een nieuwe open helling op de Ter Heydelaan naar voren geschoven, met als mogelijk nieuw station Lakbors. Ondertussen lijkt die piste echter verlaten en opteert men voor een alternatieve piste waarbij na station Schijnpoort een aftakking gebouwd wordt met een uitbreiding van station Sport en een open helling richting de Bisschoppenhoflaan. De haalbaarheidsstudie daarvan is reeds voltooid.[5]
- Een premetroverlenging vanaf de open helling in de Mercatorstraat richting Berchem Station. Initieel werd een langere verlenging onder de Gitschotellei tot een open helling op de Boekenberglei naar voren geschoven, met mogelijke stations Zurenborg, Cuperus, Berchem Station, Groenenhoek en Apollo. Ondertussen is de scope echter beperkt tot een tunnel die bovenkomt in de omgeving van Berchem Station. De haalbaarheidsstudie daarvan is reeds voltooid.[5]
- In het kader van een tramverlenging tot een nieuwe P+R Ranst wordt een snellere en betrouwbaardere oplossing gezocht voor het stuk tramlijn door het smalle gedeelte van de Herentalsebaan. In eerste instantie denkt men aan een omleiding van de tram langs de bredere Boterlaarbaan, maar er zal voorafgaand aan die studie ook een kostenraming opgemaakt worden van een optie met een premetroverlenging onder Deurne Zuid vanaf Morckhoven naar een open helling op de Ruggeveldlaan.[5]